# WWF European Championship
Die WWE European Championship (zu deutsch WWE Europameisterschaft) war ein Wrestling-Titel der US-amerikanischen Promotion World Wrestling Entertainment (WWE). Er war neben der WWE Intercontinental Championship einer von zwei sekundären Titeln in der WWE. Die Meisterschaft wurde zum ersten Mal am 26. Februar 1997 in Berlin an The British Bulldog vergeben, der Owen Hart im Turnierfinale besiegen konnte. Am 22. Juli 2002 wurde diese in einem Leiter-Match mit der Intercontinental Championship vereinigt und danach eingestellt.

## Geschichte
Am 26. Februar 1997  in Berlin besiegte The British Bulldog Owen Hart im Turnierfinale um der erste Titelträger zu werden. Seit dem WWF-Gerichtsurteil darf die WWE das Kürzel WWF nicht mehr verwenden. Daher wurde der Titel im Jahr 2002 in WWE European Championship umbenannt.
Am 22. Juli 2002 wurde der Titel bei der WWE-Show Raw mit dem WWE Intercontinental Championship vereinigt. Der damalige Intercontinental Champion Rob Van Dam besiegte am 22. Juli 2002 den European Champion Jeff Hardy. Er vereinigte beide Titel zur Intercontinental Championship und war somit der letzte Titelträger.

## Liste der Titelträger
| #  | Titelträger         | Nr. | Tage | Datum              | Ort                 | Veranstaltung               | Anmerkung |
| -- | ------------------- | --- | ---- | ------------------ | ------------------- | --------------------------- | --- |
| 1  | The British Bulldog | 1   | 206  | 26. Februar 1997   | Berlin, Deutschland | Raw                         | The British Bulldog besiegte Owen Hart im Finale eines Eight Man Tournaments, um den ersten Champion zu krönen. Das Finale fand in Berlin statt. |
| 2  | Shawn Michaels      | 1   | 82   | 20. September 1997 | Birmingham, England | One Night Only              | |
| 3  | Triple H            | 1   | 40   | 11. Dezember 1997  | Lowell, MA          | Raw                         | Shawn Michaels legte sich für seinen DX-Kumpanen Triple H kampflos nieder. Das Match wurde am 22. Dezember 1997 bei RAW ausgestrahlt. |
| 4  | Owen Hart           | 1   | 55   | 20. Januar 1998    | Davis, CA           | Raw                         | Der verletzte Hunter Hearst Helmsley schickte einen verkleideten Goldust statt seiner selbst in das Match gegen Owen Hart. Owen gewann das Match und Commissioner Slaughter entschied, dass der Titel den Besitzer wechseln würde. Das Match wurde am 26. Januar 1998 bei Raw ausgestrahlt. |
| 5  | Triple H            | 2   | 120  | 16. März 1998      | Phoenix, AZ         | Raw                         | Hunter Hearst Helmsley besiegte Owen Hart mit Hilfe von Chyna. |
| 6  | D’Lo Brown          | 1   | 63   | 14. Juli 1998      | Binghamton, NY      | Raw                         | Ausgestrahlt am 20. Juli 1998. D’Lo Brown besiegte Hunter Hearst Helmsley mit Hilfe von The Rock. |
| 7  | X-Pac               | 1   | 14   | 15. September 1998 | Sacramento, CA      | Raw                         | Ausgestrahlt am 21. September 1998. |
| 8  | D’Lo Brown          | 2   | 19   | 29. September 1998 | East Lansing, MI    | Raw                         | Ausgestrahlt am 5. Oktober 1998. |
| 9  | X-Pac               | 2   | 120  | 18. Oktober 1998   | Rosemont, IL        | Judgment Day: In Your House | |
| 10 | Shane McMahon       | 1   | 43   | 15. Februar 1999   | Birmingham, AL      | Raw                         | Shane McMahon pinnte X-Pac während eines Tag Team Matches. Kane teamte mit Shane McMahon und X-Pac hatte Triple H als Partner. |
| —  | Titel eingestellt   | —   | —    | 30. März 1999      | Uniondale, NY       | Sunday Night Heat           | Ausgestrahlt am 4. April 1999. Shane McMahon legte den Titel bei Sunday Night Heat nieder. |
| 11 | Mideon              | 1   | 34   | 21. Juni 1999      | Memphis, TN         | Raw                         | Zwei Monate später überließ Shane den Titel Mideon, nachdem dieser den Titel in Shanes Seesack gefunden hatte. Von da an wurde der Titel wieder verteidigt. |
| 12 | D’Lo Brown          | 3   | 28   | 25. Juli 1999      | Buffalo, NY         | Fully Loaded                | |
| 13 | Jeff Jarrett        | 1   | 1    | 22. August 1999    | Minneapolis, MN     | SummerSlam                  | Titelmatch war ebenfalls um D’Lo Browns Intercontinental Championship. |
| 14 | Mark Henry          | 1   | 34   | 23. August 1999    | Ames, IA            | Raw                         | Jeff Jarrett überreichte Mark Henry den Titel, da er sich selbst lieber der Verteidigung des Intercontinental Titles widmen wollte. |
| 15 | D’Lo Brown          | 4   | 30   | 26. September 1999 | Charlotte, NC       | Unforgiven                  | |
| 16 | The British Bulldog | 2   | 47   | 26. Oktober 1999   | Springfield, MA     | SmackDown                   | |
| 17 | Val Venis           | 1   | 58   | 12. Dezember 1999  | Sunrise, FL         | Armageddon                  | Val Venis besiegte The British Bulldog und D’Lo Brown in einem Triple Threat Match. |
| 18 | Kurt Angle          | 1   | 54   | 8. Februar 2000    | Austin, TX          | SmackDown                   | Ausgestrahlt am 10. Februar 2000. |
| 19 | Chris Jericho       | 1   | 1    | 2. April 2000      | Anaheim, CA         | Wrestlemania 2000           | Chris Jericho besiegte Kurt Angle und Chris Benoit in einem Triple Threat Match. |
| 20 | Eddie Guerrero      | 1   | 111  | 3. April 2000      | Los Angeles, CA     | Raw                         | Eddie Guerrero besiegte Chris Jericho mit Hilfe von Chyna. |
| 21 | Perry Saturn        | 1   | 37   | 23. Juli 2000      | Dallas, TX          | Fully Loaded                | |
| 22 | Al Snow             | 1   | 48   | 29. August 2000    | Fayetteville, NC    | SmackDown                   | Ausgestrahlt am 31. August 2000. |
| 23 | William Regal       | 1   | 47   | 16. Oktober 2000   | Detroit, MI         | Raw                         | Gewann den Titel bei RAW. |
| 24 | Crash Holly         | 1   | 2    | 2. Dezember 2000   | Sheffield, England  | Rebellion                   | |
| 25 | William Regal       | 2   | 49   | 4. Dezember 2000   | East Rutherford, NJ | Raw                         | |
| 26 | Test                | 1   | 69   | 22. Januar 2001    | Lafayette, LA       | Raw                         | |
| 27 | Eddie Guerrero      | 2   | 23   | 1. April 2001      | Houston, TX         | WrestleMania X-Seven        | |
| 28 | Matt Hardy          | 1   | 125  | 24. April 2001     | Denver, CO          | Smackdown                   | Ausgestrahlt am 26. April 2001. Matt Hardy besiegte Eddie Guerrero mit Hilfe von Lita. |
| 29 | The Hurricane       | 1   | 56   | 27. August 2001    | Grand Rapids, MI    | Raw                         | |
| 30 | Bradshaw            | 1   | 8    | 22. Oktober 2001   | Kansas City, MO     | Raw                         | |
| 31 | Christian           | 1   | 91   | 30. Oktober 2001   | Cincinnati, OH      | SmackDown                   | Ausgestrahlt am 1. November 2001. |
| 32 | Diamond Dallas Page | 1   | 49   | 29. Januar 2002    | Norfolk, VA         | SmackDown                   | Ausgestrahlt am 31. Januar 2002. |
| 33 | William Regal       | 3   | 20   | 19. März 2002      | Ottawa, Kanada      | SmackDown                   | Ausgestrahlt am 21. März 2002. William Regal besiegte Diamond Dallas Page mit Hilfe von Christian. Titel wird fortan nur noch an Wrestler des RAW-Rosters vergeben. |
| 34 | Spike Dudley        | 1   | 28   | 8. April 2002      | Phoenix, AZ         | Raw                         | Spike Dudley überraschte William Regal mit dessen eigenen Brass Knuckles und holte sich innerhalb von nur fünf Sekunden den Sieg und den Titel. |
| 35 | William Regal       | 4   | 63   | 6. Mai 2002        | Hartford, CT        | Raw                         | |
| 36 | Jeff Hardy          | 1   | 14   | 8. Juli 2002       | Philadelphia, PA    | Raw                         | |
| 37 | Rob Van Dam         | 1   | 0    | 22. Juli 2002      | Grand Rapids, MI    | Raw                         | |
| —  | Titel vereinigt     | —   | —    | 22. Juli 2002      | Grand Rapids, MI    | Raw                         | Am 22. Juli 2002 wurde die European Championship in einem Leiter-Match mit der WWE Intercontinental Championship vereinigt und danach eingestellt. |

## Regentschaften – absolut

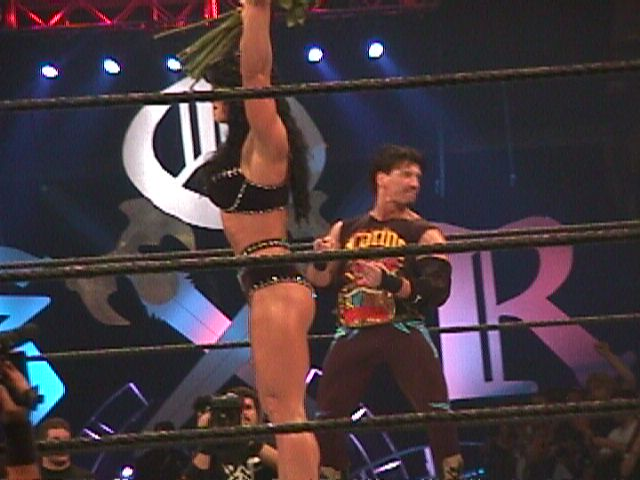
Eddie Guerrero hielt den Titel zweimal für insgesamt 134 Tage

| #  | Titelträger         | Nr. | Tage |
| -- | ------------------- | --- | ---- |
| 1  | The British Bulldog | 2   | 253  |
| 2  | William Regal       | 4   | 179  |
| 3  | Triple H            | 2   | 160  |
| 4  | D'Lo Brown          | 4   | 140  |
| 5  | Eddie Guerrero      | 2   | 134  |
| 5  | X-Pac               | 2   | 134  |
| 7  | Matt Hardy          | 1   | 125  |
| 8  | Christian           | 1   | 91   |
| 9  | Shawn Michaels      | 1   | 82   |
| 10 | Test                | 1   | 69   |
| 11 | Val Venis           | 1   | 58   |
| 12 | The Hurricane       | 1   | 56   |
| 13 | Owen Hart           | 1   | 55   |
| 14 | Kurt Angle          | 1   | 54   |
| 15 | Diamond Dallas Page | 1   | 49   |
| 16 | Al Snow             | 1   | 48   |
| 17 | Shane McMahon       | 1   | 43   |
| 18 | Perry Saturn        | 1   | 37   |
| 19 | Mideon              | 1   | 34   |
| 19 | Mark Henry          | 1   | 34   |
| 21 | Spike Dudley        | 1   | 28   |
| 22 | Jeff Hardy          | 1   | 14   |
| 23 | Bradshaw            | 1   | 8    |
| 24 | Crash Holly         | 1   | 2    |
| 25 | Jeff Jarrett        | 1   | 1    |
| 25 | Chris Jericho       | 1   | 1    |
| 27 | Rob Van Dam         | 1   | <1   |